# That Chink at Golden Gulch
That Chink at Golden Gulch é um filme mudo norte-americano de 1910 em curta-metragem, do gênero western, dirigido por D. W. Griffith.

## Elenco
- Anthony O'Sullivan ... Charley Lee
- Gertrude Robinson ... Miss Dean
- Charles West ... Bud Miller
- Dell Henderson ... Gentleman Jim Dandy